# Selenite (Band)
Selenite ist eine 2015 gegründete Death- und Funeral-Doom-Band.

## Geschichte
Der Multiinstrumentalist Stefan Traunmüller, unter anderem von Rauhnåcht, The Negative Bias und Golden Dawn, initiierte Selenite 2015 als Soloprojekt und arbeitete stets nach Stimmung an dem Projekt. Die ersten Stücke des Debüts wurden bereits 2016 fertiggestellt. Anschließend pausierte das Projekt bis zum Jahr 2018.

„I worked really slowly and took long breaks between the production of the songs. The actual writing process happens fast, when I am in the mood, but the finishing of a song, especially concerning the final sound and the vocals, can take months and even years.“

„Ich habe sehr langsam gearbeitet und zwischen den Song-Produktionen lange Pausen eingelegt. Der eigentliche Schreibprozess läuft zügig ab, sofern ich in der rictigen Stimmung bin, aber die Fertigstellung eines Songs, insbesondere in Bezug auf den endgültigen Klang und den Gesang, kann Monate, sogar Jahre dauern.“

Mantra-Gesänge inspirierten Traunmüller 2018 die Arbeit an Selenite erneut aufzunehmen. Zeitgleich lernte er die Opern- und Konzertsängerin Antonia Gust kennen, mit der er an den weiteren Stücken des Selenite-Debüts arbeitete. Im Jahr 2019 erschien Mahasamadhi sodann über das australische Label Seance Records. Die Verbindung zu Seance bestand seit Traunmüller mit Golden Dawn und The Negative Bias im Jahr 2018 eine Split-EP über das australische Label veröffentlichte. Das Debüt würde international beachtet und von mittelmäßig bis herausragend beurteilt. Andreas Schiffmann rezensierte das Album für Rock Hard, vergab sechs von zehn Punkten und nannte es „eine reine Stilübung: nett anzuhören für Nostalgiker, ohne Gefühle zu kitzeln.“ Weitere Besprechungen urteilten merklich positiver. Mahasamadhi sei „sehr gut gelungen“, eine „ergreifend schwerwiegende Angelegenheit, für die man schon die Gelegenheit finden muss, in sie hinabtauchen zu wollen“, „Exzellent“ und versiert geschaffen. Die vergebenen Benotungen gingen dabei bis zu der zur Verfügung stehenden Höchstnote.

## Stil
Die von Selenite gespielte Musik wird dem Death- und Funeral-Doom zugerechnet. So wird die Musik für eine Banddarstellung des Webzines Doom-Metal.com als Verbindung von Funeral Doom und der Ästhetik eines langsamen Death Doom mit einigen hinduistischen beziehungsweise buddhistischen Ritualen und entsprechender Philosophie, dabei konzentriere sich das Ergebnis mehr darauf, die Atmosphäre zu vermitteln sowie Inhalt und Botschaft zu transportieren, als darauf, den zugrunde liegenden Stilen zu entsprechen. Dabei nehmen Tasteninstrumente eine hervorgehobene Bedeutung vor dem reduzierten Riffing der Gitarre, bei dem Versuch „unter Verwendung von melancholischen Melodien“ eine entsprechend düster-meditative Atmosphäre zu erzeugen, ein. „Eine Kirchenorgelbegleitung steht hinter den Akkorden, punktuell gesellt sich noch ein Piano hinzu.“ Hinzukommend ergänze die Stimme der Opernsängerin Antonia Gust das ansonsten präsente Growling.

## Diskografie
- 2019: Mahasamadhi (Album, Seance Records)